# معركة توكرق
شهدت معركة توكرق في عام 2018 اشتباكات بين الجيش الصوماليلاندي وقوات ولاية بونتلاند في بلدة توكرق التابعة لمحافظة سول، والواقعة على الطريق الذي يربط مدينتي لاسعانود وجروي، وأدت الاشتباكات العنيفة إلى سيطرة صوماليلاند على البلدة وطرد قوات بونتلاند منها، وكانت أول مرة تشتبك فيها القوتان بشكل مباشر.

## خلفية
تقع بلدة توكرق على بعد 86 كيلومتراً غرب مدينة جروي عاصمة ولاية بونتلاند شمال الصومال، وكانت البلدة حتى نشوب المعركة، نقطة جمركية تديرها ولاية بونتلاند، وكانت صوماليلاند قد استولت في وقت سابق على توكرق من قوات ولاية خاتمة في عام 2012، والتي فرت بعد ذلك إلى إثيوبيا، ثم انسحبت قوات صوماليلاند في وقت لاحق من البلدة، لتفرض بونتلاند سيطرتها على البلدة، وسبق أن اشتبكت قوات بونتلاند وصوماليلاند في ضواحي توكرق في عام 2011.
زار الرئيس الصومالي محمد عبد الله فرماجو ولاية بونتلاند في بداية عام 2018، على أمل تحسين العلاقات المتوترة بين ولايتي بونتلاند وغلمدغ الفيدراليتين، وطلب شيوخ عشائر منطقة توكرق من الرئيس فرماجو زيارة المنطقة المتنازع عليها، وأشارت تقارير غير مؤكدة إلى أنه ينوي زيارة محافظة سول المتنازع عليها.

## المعركة
في وقت مبكر من صباح يوم 8 يناير، شنت قوات صوماليلاند هجومًا للاستيلاء على البلدة، واندلعت اشتباكات عنيفة بين قوات بونتلاند وصوماليلاند،وانتهت المعركة باستيلاء صوماليلاند على البلدة.

## اشتباكات مايو
ووقعت معركة أخرى أشد ضراوة في منتصف مايو الموافق لشهر رمضان المبارك حيث شنت بونتلاند هجوماً متعدد الجبهات في محاولة لاستعادة البلدة، ونجحت صوماليلاند في صد الهجوم.

## ما بعد المعركة
شهدت بلدة توكرق اشتباكات عديدة منذ سيطرة صوماليلاند على البلدة.
في 3 يونيو 2019 وقبل عيد الفطر مباشرة، تبادلت صوماليلاند وبونتلاند أسرى الحرب الذين أسروا في المعارك، حيث أطلقت صوماليلاند سراح 14 جنديًا وأطلقت بونتلاند سراح 3 جنود.
شارك سكان توكرق في تسجيل المصوتين في الانتخابات البرلمانية في صوماليلاند التي كان من المقرر إجراؤها في مايو 2021، وفقدت صوماليلاند سيطرتها على توكرق في عام 2023 بسبب المظاهرات الحاشدة المناهضة لها.

## ردود الفعل
- الصومال: أعرب الرئيس الصومالي محمد عبد الله محمد ورئيس وزرائه آنذاك حسن علي خيري عن قلقهما إزاء الاشتباكات ودعوا إلى الوقف الفوري للصراع.[21][22]
  -  أرض البنط: أصدرت حكومة بونتلاند بيانا صحفيا اتهمت فيه صوماليلاند بتأجيج الصراع وقمع الحريات في مدينة لاسعانود عاصمة سول.

- صوماليلاند: نفت صوماليلاند في بيان صحفي تأجيج الصراع، وأعلنت أنها مستعدة للتتفاوض من أجل نزع فتيل الصراع الدائر في توكرق.[23]

- الأمم المتحدة: عقدت بعثة الأمم المتحدة إلى الصومال مؤتمرا صحفيا أعربت فيه عن قلقها البالغ ودعت إلى وقف القتال فورا وإلى بدء الحوار بين الجانبين، وزارت بعثة مشتركة بين الهيئة الحكومية الدولية المعنية بالتنمية (إيقاد) وبعثة الأمم المتحدة لتقديم المساعدة إلى الصومال مسؤولين رفيعي المستوى من كلا الجانبين بهدف حل النزاع، من ضمنهم رئيس صوماليلاند موسى بيهي عبدي ورئيس بونتلاند عبد الولي محمد علي غاس.[24]